# Prado (Zamora)
Prado es un municipio y localidad española de la provincia de Zamora, en la comunidad autónoma de Castilla y León. Cuenta con una población de 53 habitantes (INE 2024). La totalidad de su término municipal se integra dentro de la ZEPA Penillanuras-Campos Sur.

## Historia
Antiguo territorio vacceo, fue ocupado por los romanos, que lo incorporaron al Convento Jurídico Cluniense. Restos de sus actividades se conservan en Castro Lucio.
Los godos se instalaron en esta zona, a la que llamaron Campi gothorum y, tras la invasión musulmana y la aparición del Reino de León, Alfonso III fundó Prado en el siglo X, denominándose Pratum, señalado en los documentos que, como bastión leonés frente a los castellanos, llegó a estar fortificado y a contar con cerca y castillo (siglo XIII), alzándose a poniente de la iglesia parroquial.
En el siglo XIV Prado pasó a manos de los Fernández de Velasco, duques de Frías, pasando por este hecho a depender de Burgos en el voto en Cortes desde el siglo XV, al integrar la denominada Provincia de las Tierras del Condestable, si bien en otros ámbitos siguió dependiendo del Notario Mayor del Reino de León.
Tras la pérdida de la condestabilía de los Velasco en 1711, Prado junto al resto de la Tierra de Villalpando dejó de pertenecer al territorio conocido como Provincia de las Tierras del Condestable, dejando de depender de Burgos en el voto a Cortes, y pasando a hacerlo de León, en cuya provincia aparece integrado en 1786 en el mapa de Tomás López titulado Mapa geográfico de una parte de la provincia de León.
Finalmente, con la creación de las actuales provincias en 1833, Prado quedó adscrito inicialmente en el partido judicial de Medina de Rioseco, en la provincia de Valladolid, si bien tras las reclamaciones de los concejos del área villalpandina, quedó plenamente integrado a partir de 1858 de la provincia de Zamora, dentro ésta de la Región Leonesa.

## Geografía humana

### Demografía
Cuenta con una población de 53 habitantes (INE 2024).

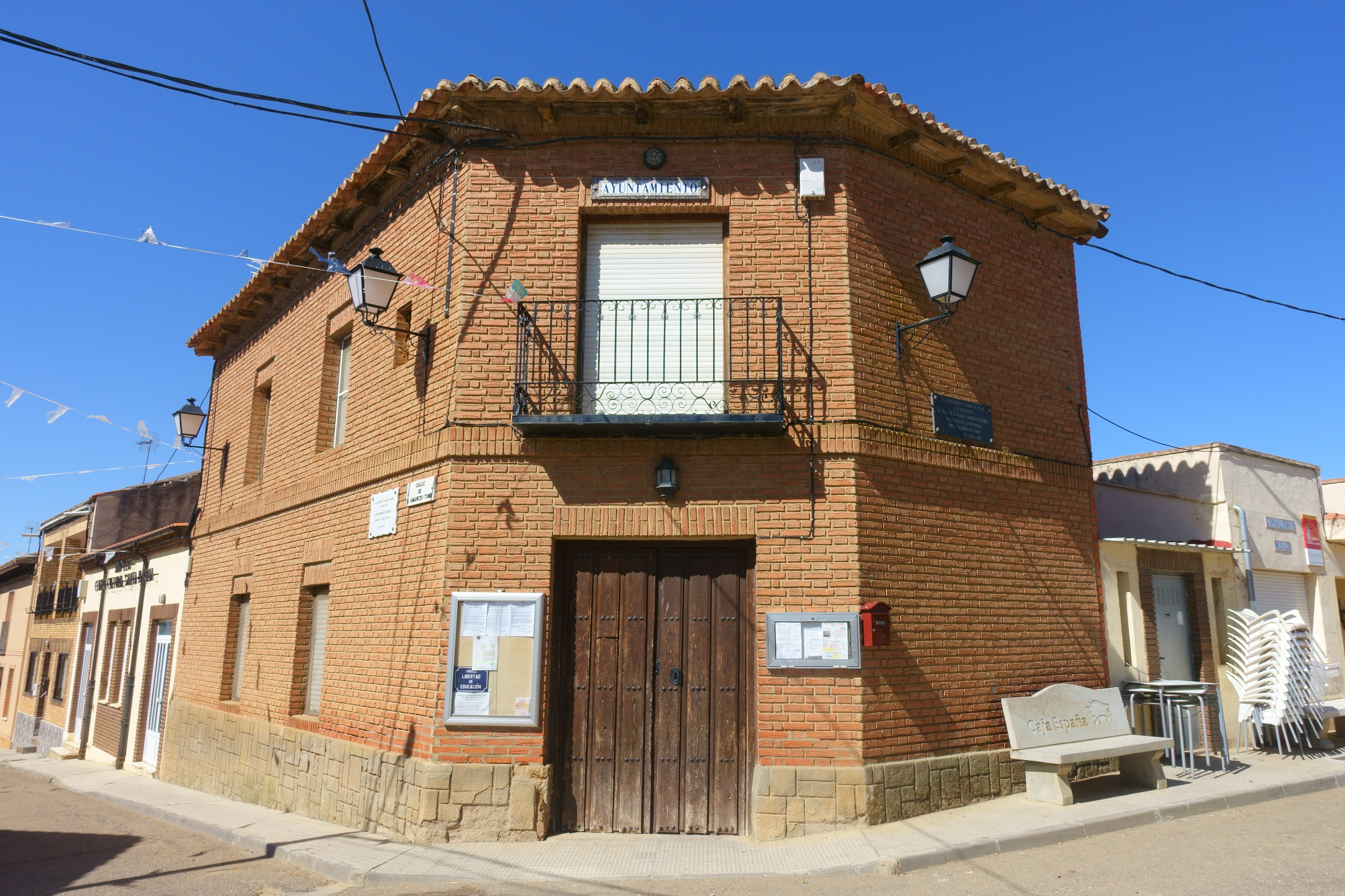
Casa consistorial

| Gráfica de evolución demográfica de Prado entre 1842 y 2021                                                           |
| |
| Población de derecho según los censos de población del INE. Población de hecho según los censos de población del INE. |

## Mancomunidad del Raso de Villalpando

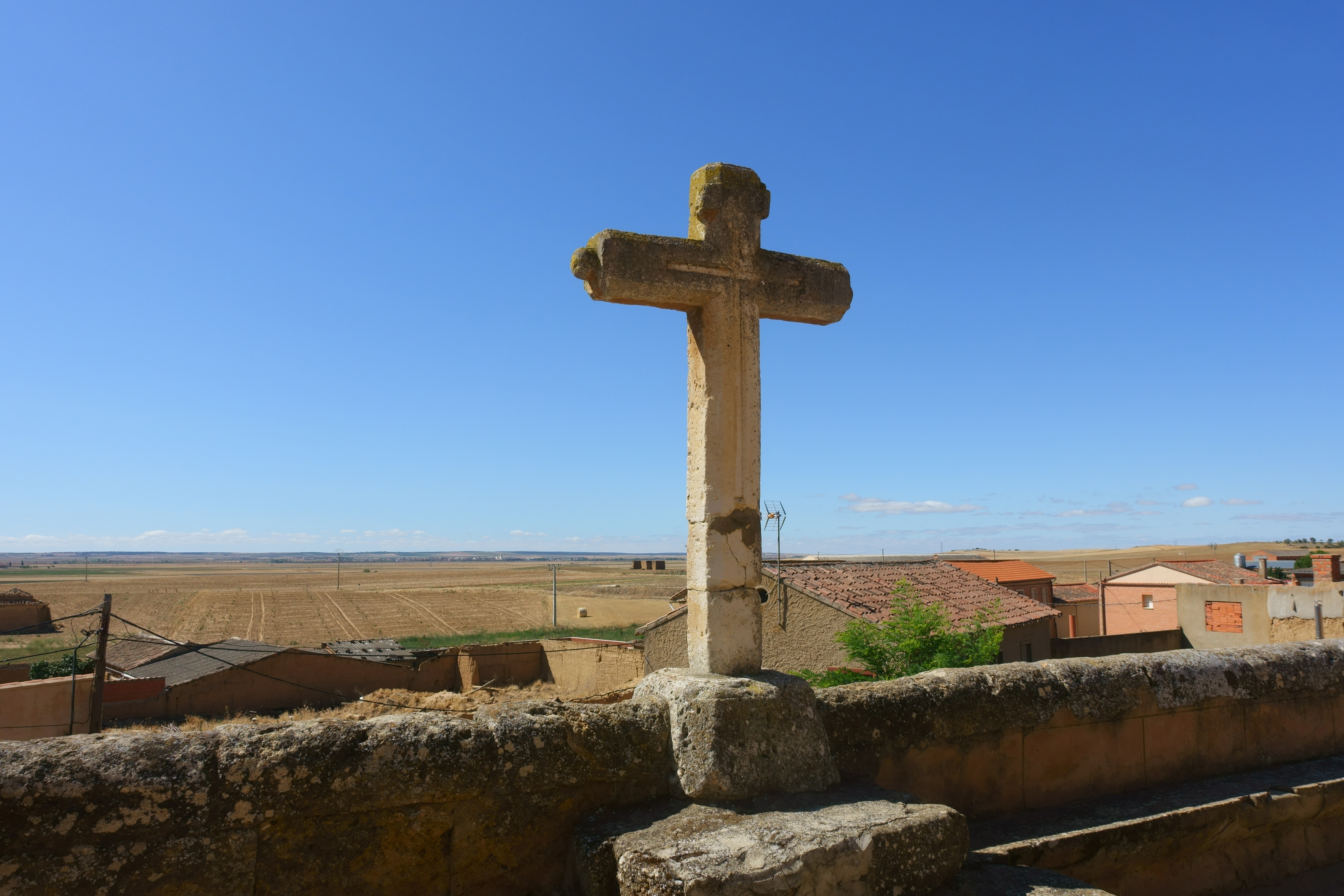
Vistas desde la iglesia de Santa Marina

Prado forma parte de la Mancomunidad Intermunicipal del Raso de Villalpando junto con otros doce municipios de la Tierra de Campos de la provincia de Zamora. Este consorcio de municipios, a pesar de que se autodenomina mancomunidad, no tiene tal naturaleza, consistiendo su finalidad en la explotación del monte público denominado el Raso de Villalpando, este último declarado en el año 2000 de utilidad pública.
El monte del Raso de Villalpando se encuentra situado en el término municipal de Villalpando y tiene una superficie total de 1.654 hectáreas de las cuales 90 pertenecen a enclavados. Tiene carácter patrimonial y aprovechamiento comunal, estando consorciado con el número de Elenco 3028. Las bases del Consorcio, entre el Patrimonio Forestal del Estado y la Mancomunidad de Raso de Villalpando fueron aprobadas con fecha 13 de febrero de 1948, aunque sus orígenes se remontan a finales del siglo X o principios del siglo XI por donación de los Reyes leoneses, posiblemente Alfonso V, a Villalpando, por aquella época cabeza del Alfoz, y a las aldeas del mismo.
Desde un punto de vista botánico, se trata de un monte poblado por especies como el pinus pinea y pinus pinaster, aunque también existen rodales de pinus nigra. Se halla presente el quercus rotundifolia y de manera muy aislada crataegus monogyna, cistus ladaniferus y populifolius así como chamaespartium tridentatum.

## Cultura

### Patrimonio

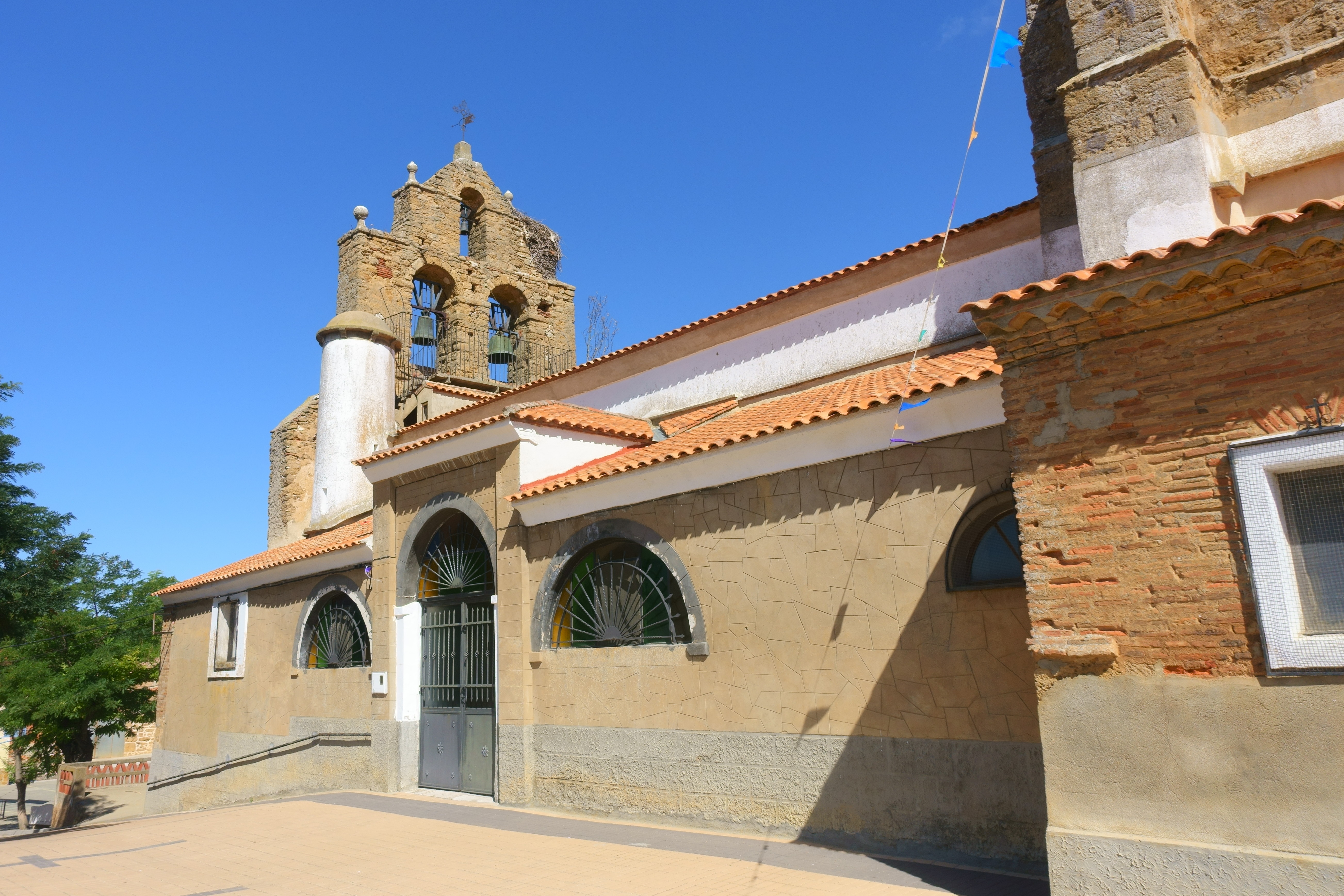
Iglesia de Santa Marina

- Iglesia de Santa Marina. Edificada sin duda, sobre otra anterior románica a la que pertenecería una mesa de altar (siglo XII). En el hueco superior de su sencilla espadaña se deja ver una campana conocida popularmente como el Esquilín. Destaca el retablo barroco de la capilla mayor (1738), notable muestra de la escuela retablística leonesa. Asimismo, destacan las tallas de Cristo crucificado, llamado el Poderoso (XVI) y la de Jesús Resucitado (XVII), así como una soberbia cruz de latón sobredorado (finales siglo XV) y un cáliz de plata (finales siglo XVI).

- Cabe señalar también la existencia entre las viviendas del pueblo de varias casas blasonadas.

### Fiestas
Prado celebra las fiestas de Quintos colocando el tradicional mayo a medianoche del día primero. Asimismo, Prado se hermana en la fiesta conocida como La Rogativa (1 de mayo) con los vecinos de la localidad de Quintanilla del Olmo, saliendo simultáneamente (11 de la mañana) sendas procesiones con enseñas, cruces parroquiales e imágenes, desde las respectivas parroquias. Cuando se encuentran ambas comitivas, a medio camino entre sus localidades, los alcaldes intercambian sus varas de mando para continuar cada uno hacia el otro pueblo.